# Cratere Ibn Battuta
Ibn Battuta è un piccolo cratere lunare intitolato all'esploratore marocchino Ibn Battuta; è situato nel Mare Fecunditatis, un mare lunare nella zona orientale della faccia visibile del satellite. Giace a sudovest del cratere Lindbergh e a nordest del più grande cratere Goclenius.
Il mare a sud e a ovest di Ibn Battuta contiene alcune formazioni di crateri fantasma, consistenti in margini di crateri che sono stati sommersi da flussi di lava e adesso formano delle sporgenze di forma circolare sulla superficie. Queste sono meglio osservabili sotto condizioni di luce inclinata, quando il terminatore, cioè la linea fittizia che separa il giorno dalla notte, si trova ancora sopra o vicino al Mare Fecunditatis.
Il cratere è circolare e simmetrico, con un'ampia superficie interna. Le pareti interne, inclinate, hanno un coefficiente di albedo leggermente più alto del mare circostante, ma il pavimento interno ha la stessa gradazione scura dell'esterno del cratere. C'è un minuscolo craterino sulla superficie vicino al bordo occidentale, ma a parte questo non sono presenti altre caratteristiche rilevanti.
Prima che gli venisse assegnato l'attuale nome (in onore del viaggiatore ed esploratore Ibn Battuta) dall'UAI, il cratere era designato come 'Goclenius A'.